# 周模
周模（?—?），字伯範，宋朝政治人物。
明州望族，曾祖父周師厚為范仲淹的女婿，父周淵為右儒林郎。於建炎時期從事復原工作，發達致富，常從事慈善工作。應汪大猷之約加入真率之集。